# Changbai
|  | Aquest article tracta sobre la serralada. Si cerqueu el volcà del mateix nom, vegeu «Mont Paektu». |

Les Muntanyes Changbai o les Muntanyes Baekdu, són un sistema orogràfic a la frontera entre la Xina i Corea del Nord. La serralada s'estén des de les províncies xineses nord-orientals de Heilongjiang, Jilin i Liaoning fins a les províncies coreanes de Ryanggang i Chagang. La majoria dels cims excedeixen 2.000 metres, el més alt d'entre ells, el volcà de la Muntanya Baekdu (Mont Changbai), arriba fins al 2.744 m.
Les muntanyes han estat considerades sagrades al llarg de la història, en particular la Muntanya Baekdu. Coreans i manxús les consideren la seva pàtria d'origen. Aquesta serralada hauria estat el lloc de naixement mític de Bukri Yongson, avantpassat de Nurhaci i del clan Imperial Aisin Gioro, fundadors de l'estat Manxú i la dinastia Qing xinesa. El nom literalment significa «Regió de Muntanya Perpètuament Blanca» en xinès mandarí i «Serralada del cap blanc» en coreà.
La Reserva Natural Changbaishan, establerta el 1960, va formar part del programa de la UNESCO "Home i Biosfera" i el 1980 i va esdevenir una de les reserves de la xarxa mundial de reserves de la biosfera.